# Alypia hudsonia
Alypia hudsonia là một loài bướm đêm trong họ Noctuidae.